# 保罗·舒尔茨·马丁
保罗·舒尔茨·马丁（1928年8月22日—2010年9月13日）是一位美国地质学家，亚利桑那大学教授，知名于提出了人类的“过度杀戮”是第四紀滅絕事件的主要原因。